# Eiji Ueda
Eiji Ueda (上田 栄治 Ueda Eiji?), född 22 december 1953, är en japansk tidigare fotbollsspelare och tränare.
Eiji Ueda var tränare för det japanska landslaget 2003-2004.